# Шонтэй (город)
Шонтэй, Шонтай (вьет. Sơn Tây) — городской район (thị xã), входящий в состав Ханоя. Был столицей провинции Шонтэй, пока в 1965 году не слился с провинцией Хадонг. Из-за большого числа военных объектов (в том числе военных академий, университетов и военного госпиталя) известен как «город солдат». Площадь — 113 км², население — 118 тысяч человек.

## География
Шонтэй расположен на западе от центра Ханоя. С запада город граничит с уездом Бави, с севера — с провинцией Виньфук (граница проходит по реке Хонгха), на северо-востоке — с уездом Фуктхо, на юго-востоке и юге — с уездом Тхатьтхат.

## Административное деление
Шонтэй делится на девять кварталов — Лелой (вьет. Lê Lợi), Нгокуен (вьет. Ngô Quyền), Футхинь (вьет. Phú Thịnh), Куангчунг (вьет. Quang Trung), Шонлок (вьет. Sơn Lộc), Чунгхынг (вьет. Trung Hưng), Чунгшончам (вьет. Trung Sơn Trầm), Вьеншон (вьет. Viên Sơn), Суанкхань (вьет. Xuân Khanh) и шесть сельских общин — Кодонг (вьет. Cổ Đông), Дыонглам (вьет. Đường Lâm), Кимшон (вьет. Kim Sơn), Шондонг (вьет. Sơn Đông), Тханьми (вьет. Thanh Mỹ), Суаншон (вьет. Xuân Sơn).

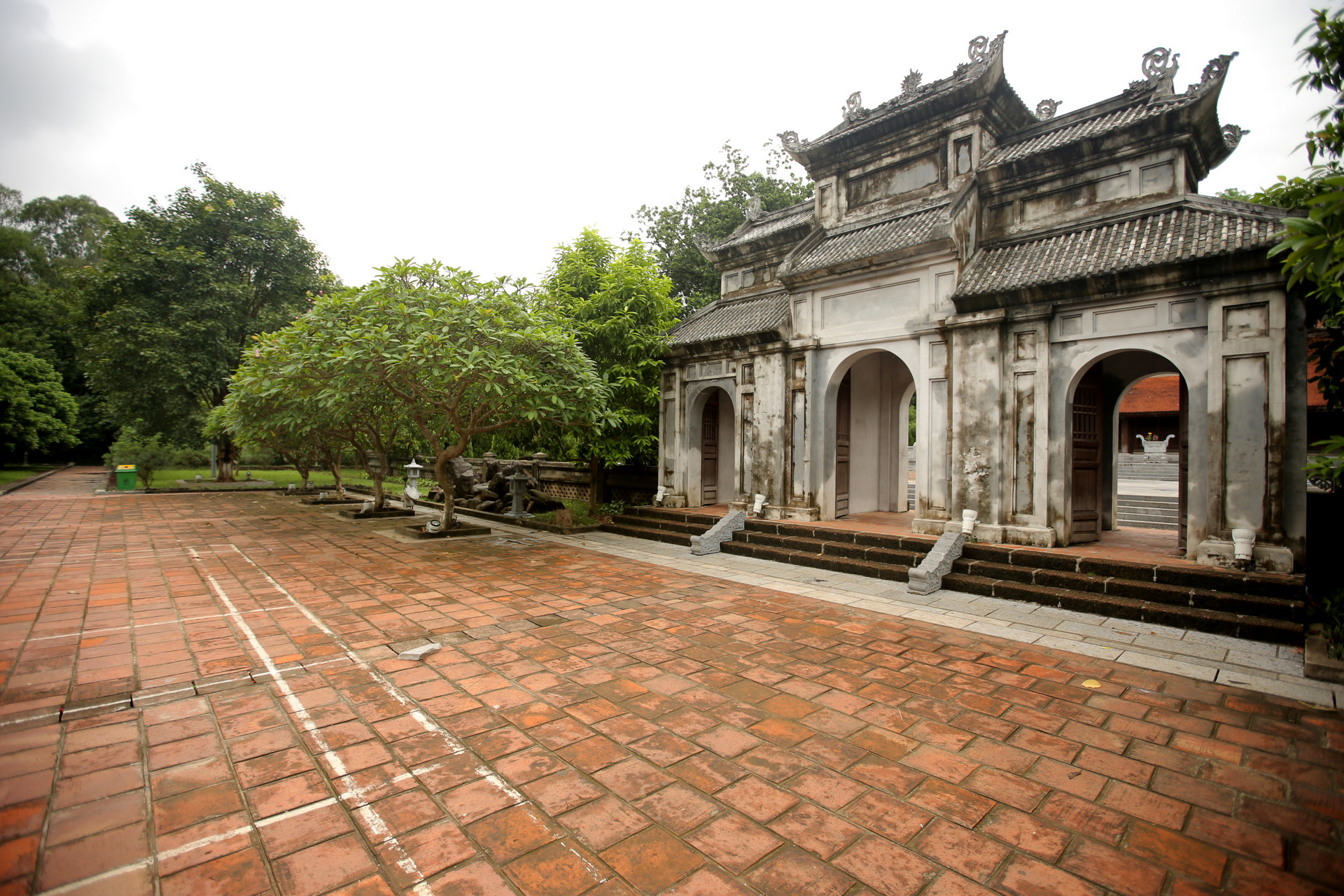
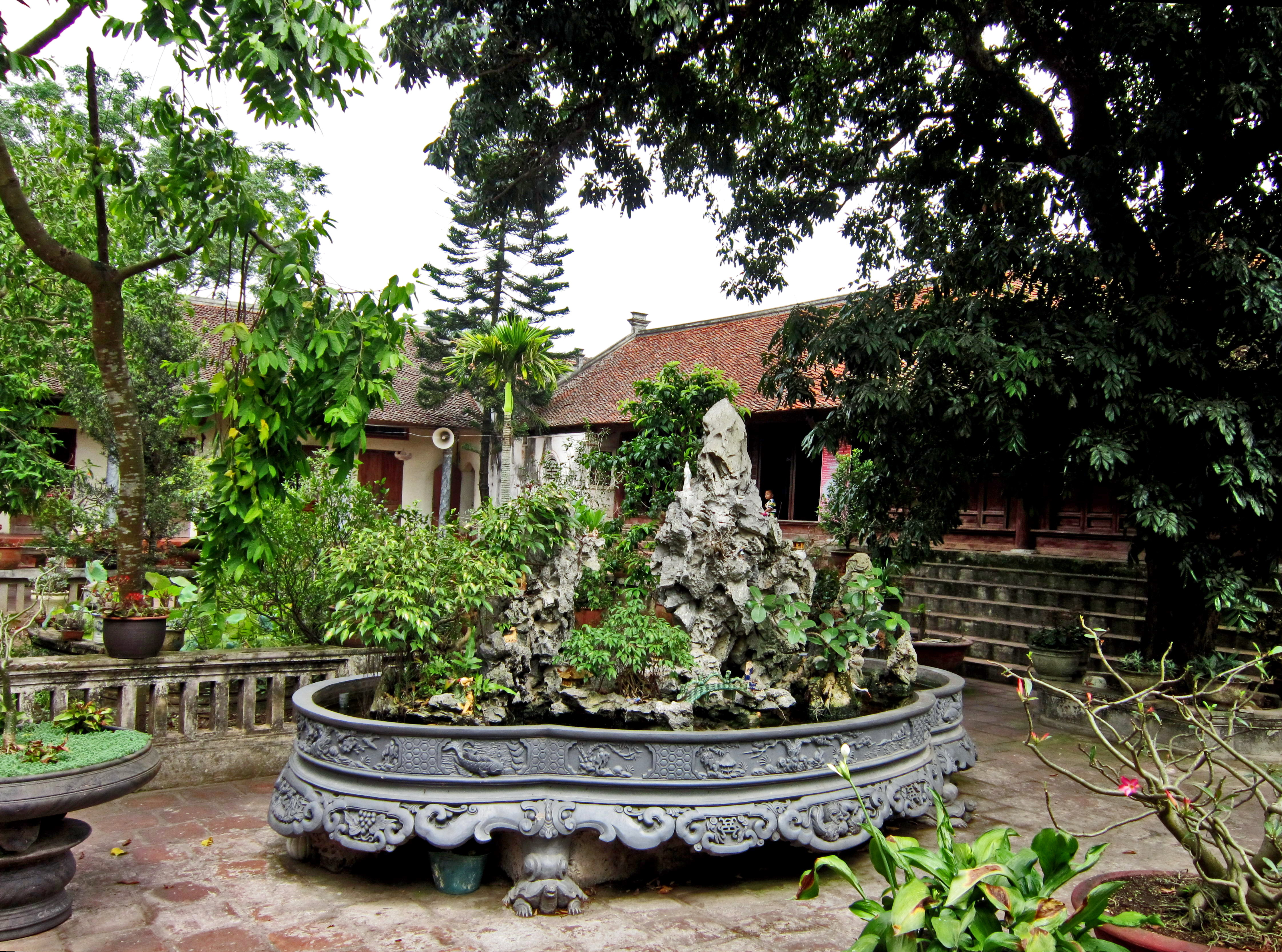
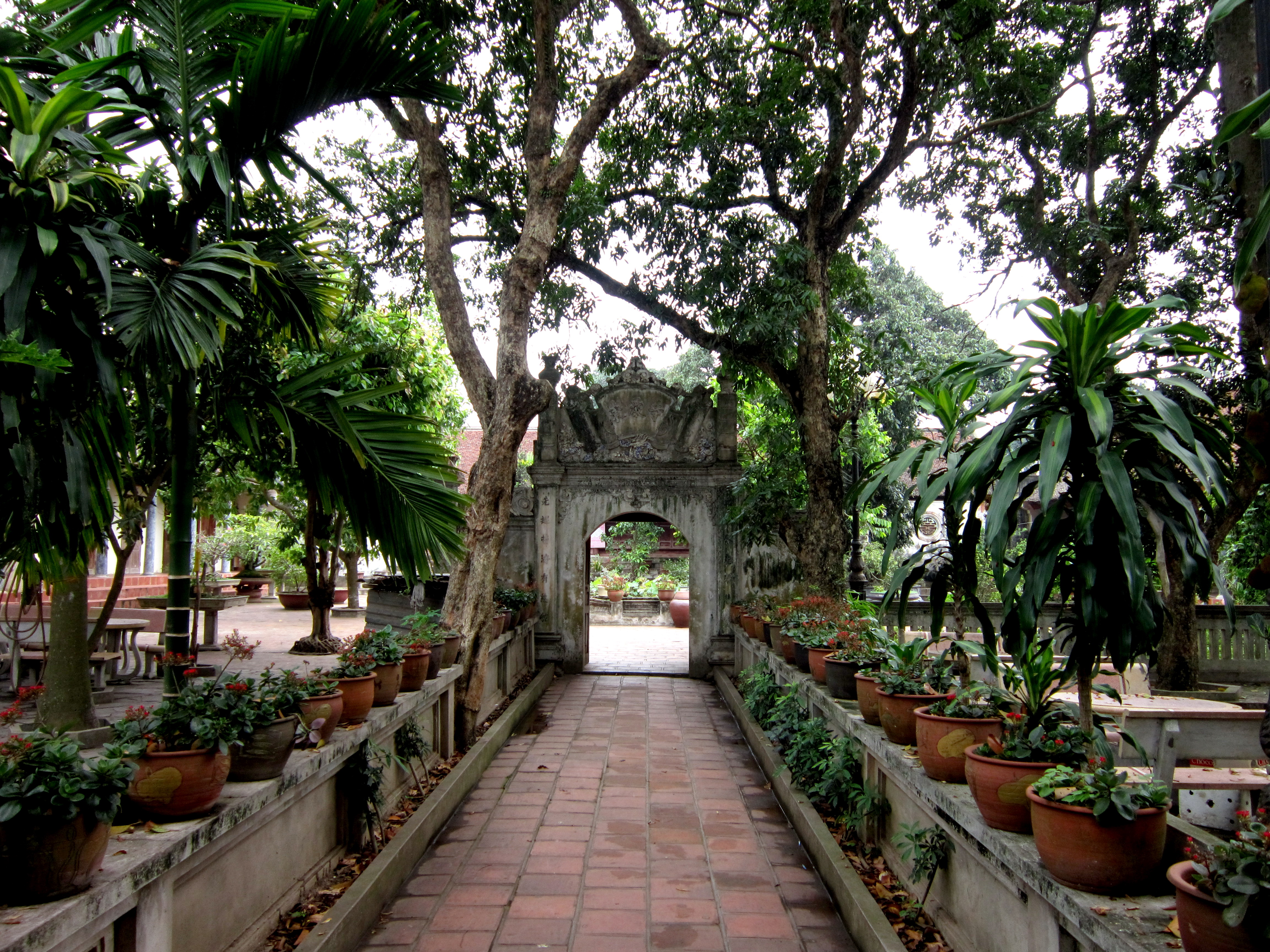
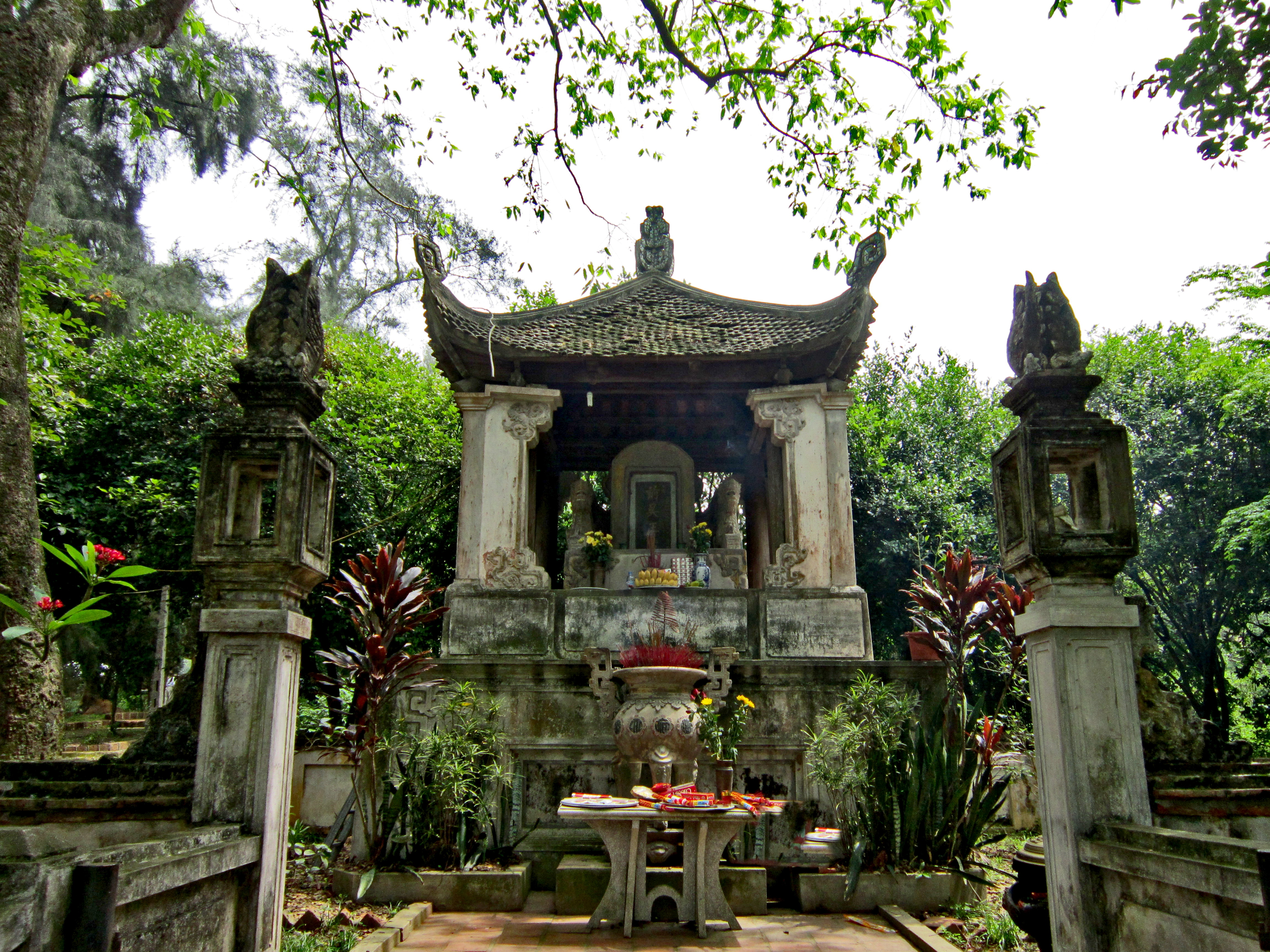

## История
Издревле на месте Шонтэя существовали деревни, о чём свидетельствуют старинные здания и храмы деревни Дыонглам (вьет. Đường Lâm), построенные из латеритных кирпичей. Дыонглам упоминался ещё в VIII веке в связи с восстанием под предводительством Фунг Хынга. В 898 году в Дыонгламе родился вьетнамский полководец Нго Куен, разбивший китайские войска на реке Батьданг (938 год) и тем самым закончивший почти тысячелетнее китайское правление в дельте Красной реки. Другим свидетельством древнего происхождения Шонтэя является храм Ва (он же храм Донгкунг (вьет. Đông Cung)), посвящённый Тан Вьен Шон Тхань (вьет. Tản Viên Sơn Thánh) — одному из «четырёх бессмертных божеств» вьетнамской мифологии, который является покровителем гор Бави. Храм Ва расположен на холме в окружении железных деревьев в районе Чунгхынг (вьет. Trung Hưng).
В XVII веке Шонтэй уже был известным центром шёлковой промышленности. В 1822 году при императоре Минь Манге была построена крепость Шонтэй (вьет. Thành cổ Sơn Tây), оборонявшая западные подходы к столице. В декабре 1883 года она была взята штурмом французскими войсками под командованием адмирала Курбе. В 1930 году в Шонтэе родился будущий военный и политический деятель Южного Вьетнама Нгуен Као Ки. В 1994 году решением Министерства культуры и информации Вьетнама крепость Шонтэй была признана государственным памятником архитектуры.

## Экономика

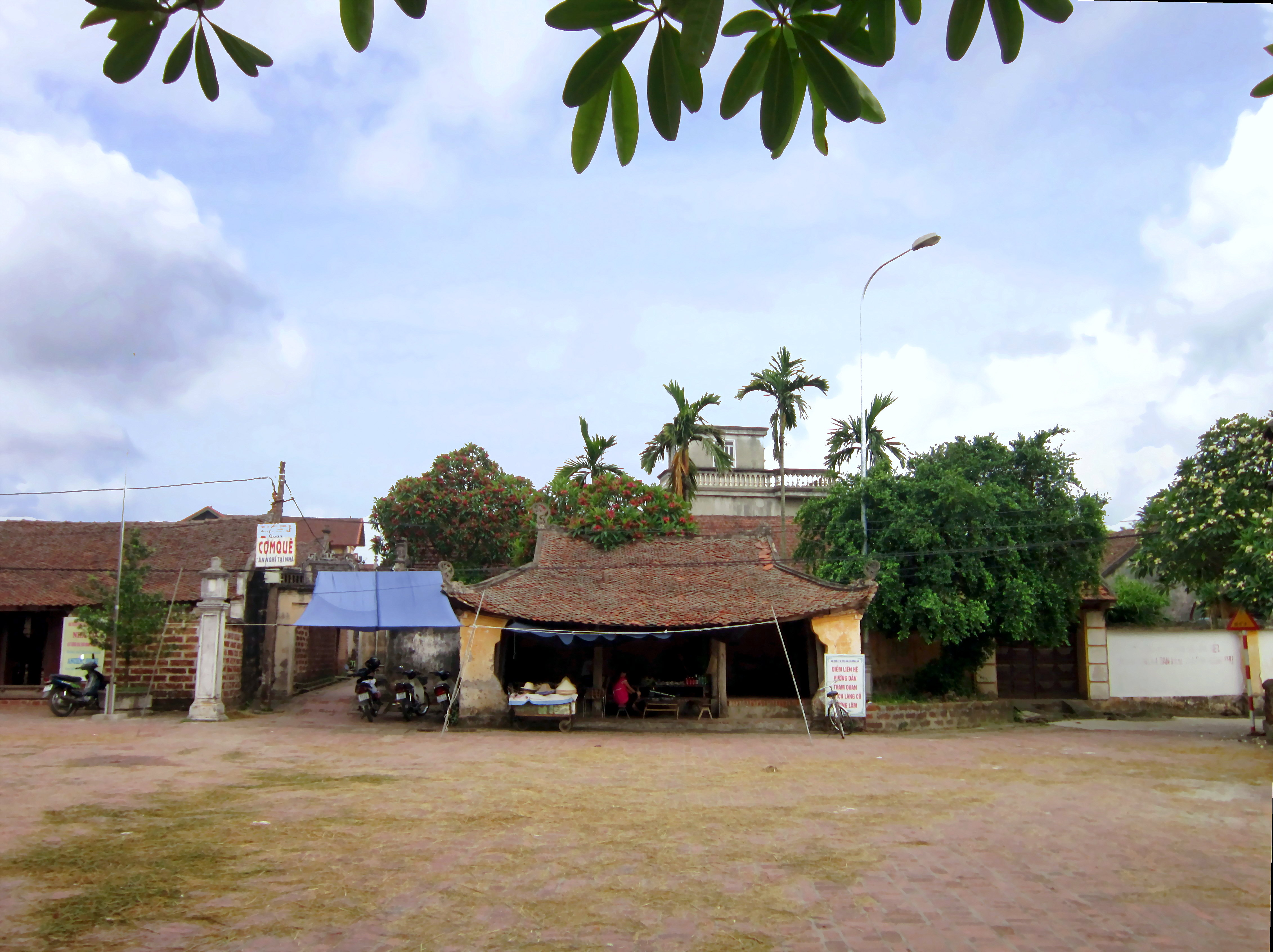
Деревня Дыонглам

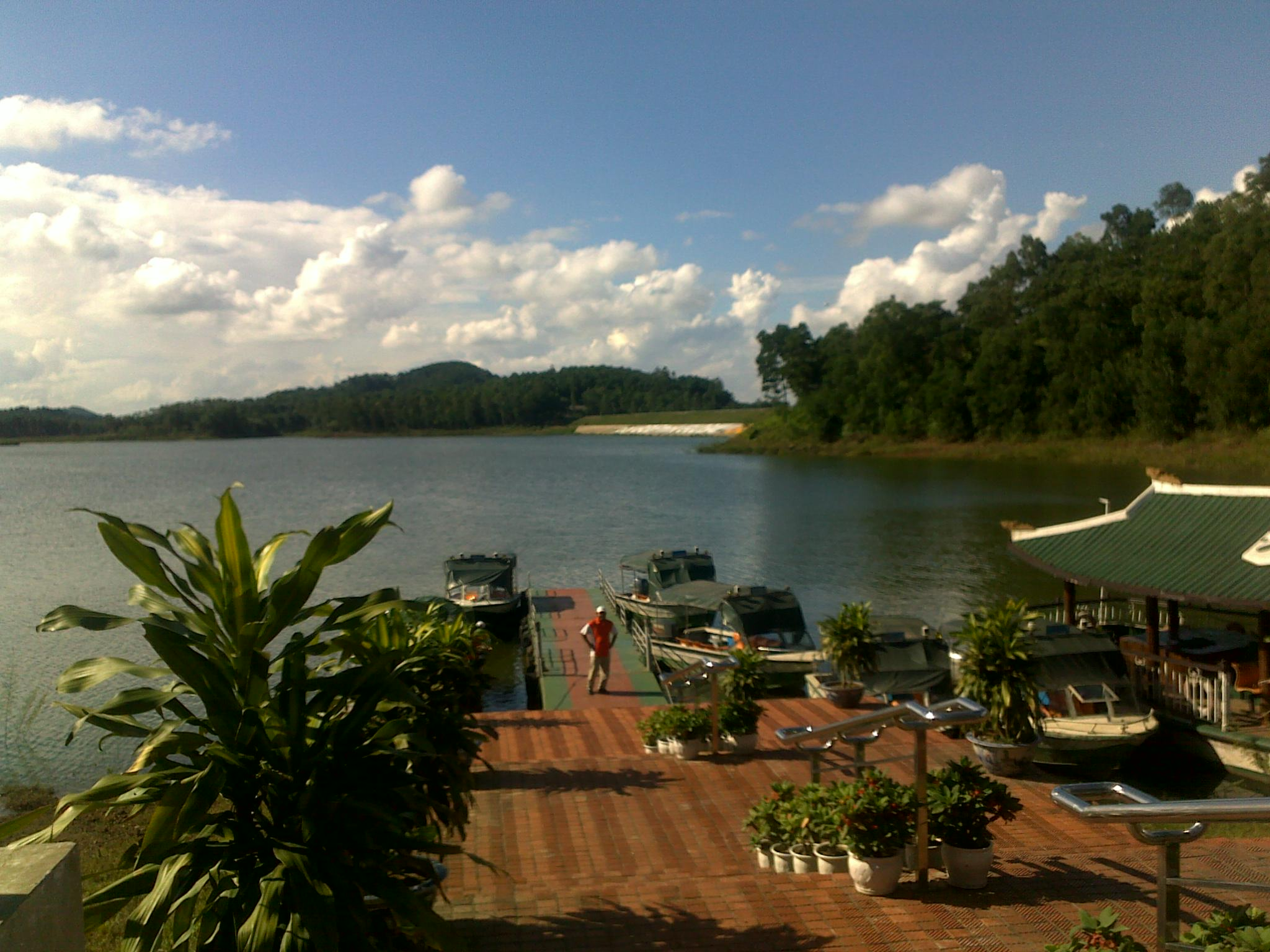
Курортная зона на озере Донгмо

Шонтэй является жилым и курортным городом-спутником Ханоя, местами сохранились поля и огороды. Из-за наличия в Шонтэе свободных земель и более низких цен на недвижимость власти Ханоя переносят сюда из загруженного центра ряд учебных заведений, городских ведомств и коммунальных больниц. Для лучшей связи с центром Ханоя в Шонтэй была проложена современная автомагистраль.
В Шонтэе расположены большие очистные сооружения и крупный комплекс, снабжающий пресной водой Большой Ханой, мусороперерабатывающий завод.

### Туризм
Вокруг озера Донгмо (вьет. Đồng Mô) расположена популярная туристическая зона с несколькими курортными комплексами, отелями, гольф-клубами, пляжами, ресторанами и зонами для пикника. На южном побережье озера Донгмо находится культурно-туристическая деревня вьетнамских этнических групп, в которой регулярно проводятся религиозные и культурные праздники, фестивали и церемонии (в деревне имеются художественный театр, дома, храмы и павильоны тямов, кхмеров и других народов Вьетнама).

### Транспорт
В Шонтэе пересекаются два национальных шоссе: № 32 связывает западный Ханой с северо-западным Вьетнамом; № 21 связывает южный Ханой с провинцией Виньфук. У пересечения этих магистралей через реку Хонгха переброшен мост, соединяющий Шонтэй и город Виньйен.

## Образование
В Шонтэе находятся Пехотная академия Вьетнамской народной армии, кампус Академии военно-воздушных сил и ПВО (вьет. Học viện Phòng không - Không quân), кампус Вьетнамского военно-медицинского университета (вьет. Học viện Quân y Việt Nam), кампус Военной академии логистики (вьет. Học viện Hậu cần), кампус Академии пограничных войск (вьет. Học viện Biên phòng), кампус Банковской академии (вьет. Học viện Ngân hàng) и кампус Вьетнамско-Венгерского промышленного университета (вьет. Đại học Công nghiệp Việt-Hung).

## Культура
В районе Чунгхынг проводится большой праздник храма Ва, посвящённый одному из четырёх бессмертных божеств вьетнамского пантеона и сопровождаемый процессией через реку и ритуальной ловлей рыбы.